# Laurence Villiers
Laurence Villiers, 7° Conde de Clarendon (2 de fevereiro de 1933 – 4 de julho de 2009) foi um nobre britânico.
Era filho de George Herbert Arthur Hyde Villiers, Lord Hyde (1906-1935) e Hon. Marion Feodorovna Louise Glyn (1900-1970). Ele conseguiu os títulos da família após a morte de seu avô em 1955.